# تامارین (موسیقی‌دان)
تامارین سیتا براون (به انگلیسی: Tamaryn Sitha Brown؛ زادهٔ ۱۹۸۲) خواننده-ترانه‌پرداز نیوزیلندی می‌باشد که در لس آنجلس مستقر است. وی از سال ۲۰۰۸ تاکنون درحال فعالیت بوده و چهار آلبوم استودیویی، یک ئی‌پی و چندین تک‌آهنگ منتشر کرده‌است. سبک وی چند جنبه‌ای است و سبک‌هایی نظیر دریم پاپ، شوگیز، پست-پانک، گوتیک راک، سینث-پاپ و الکترونیک را در برمی‌گیرد.